# Milà-Sanremo 1925
La Milà-Sanremo 1925 fou la 18a edició de la Milà-Sanremo. La cursa es disputà el 29 de març de 1925, sent el vencedor final l'italià Costante Girardengo, que d'aquesta manera aconseguia la seva quarta victòria en aquesta cursa.
66 ciclistes hi van prendre part, acabant la cursa 31 d'ells.

## Classificació final
|    | Ciclista            | Equip | Temps       |
| -- | ------------------- | ----- | ----------- |
| 1  | Costante Girardengo | -     | 10h 50' 00" |
| 2  | Giovanni Brunero    | -     | m. t.       |
| 3  | Pietro Linari       | -     | + 15' 00"   |
| 4  | Pietro Bestetti     | -     | + 22' 00"   |
| 5  | Ezio Cortesia       | -     | + 23' 50"   |
| 6  | Giuseppe Pancera    | -     | m. t.       |
| 7  | Alfredo Dinale      | -     | + 28' 15"   |
| 8  | Marco Giuntelli     | -     | m. t.       |
| 9  | Nello Ciaccheri     | -     | m. t.       |
| 10 | Aleardo Menegazzi   | -     | + 33' 20"   |